# VTB United League Top Player
Il VTB United League Top Player era il riconoscimento conferito annualmente dalla VTB United League al miglior giocatore per nazionalità della stagione. È stato istituito nel 2012 e soppresso nel 2016.

## Vincitori

### Bielorussi
| Stagione  | Giocatore                | Squadra         |
| --------- | ------------------------ | --------------- |
| 2012-2013 | Uladzimir Verameenka     | UNICS Kazan'    |
| 2013-2014 | Uladzimir Verameenka (2) | UNICS Kazan'    |
| 2014-2015 | Arcëm Parachoŭski        | Nižnij Novgorod |
| 2015-2016 | Arcëm Parachoŭski (2)    | UNICS Kazan'    |

### Cechi
| Stagione  | Giocatore          | Squadra     |
| --------- | ------------------ | ----------- |
| 2012-2013 | Petr Benda         | ČEZ Nymburk |
| 2013-2014 | Vojtěch Hruban     | ČEZ Nymburk |
| 2014-2015 | Jiří Welsch        | ČEZ Nymburk |
| 2015-2016 | Vojtěch Hruban (2) | ČEZ Nymburk |

### Estoni
| Stagione  | Giocatore         | Squadra     |
| --------- | ----------------- | ----------- |
| 2012-2013 | Tanel Sokk        | Kalev/Cramo |
| 2013-2014 | Rain Veideman     | Kalev/Cramo |
| 2014-2015 | Rain Veideman (2) | Kalev/Cramo |
| 2015-2016 | Gregor Arbet      | Kalev/Cramo |

### Finlandesi
| Stagione  | Giocatore           | Squadra |
| --------- | ------------------- | ------- |
| 2014-2015 | Petteri Koponen     | Chimki  |
| 2015-2016 | Petteri Koponen (2) | Chimki  |

### Georgiani
| Stagione  | Giocatore       | Squadra     |
| --------- | --------------- | ----------- |
| 2015-2016 | Irakli Chlaidze | Vita Tblisi |

### Kazaki
| Stagione  | Giocatore           | Squadra |
| --------- | ------------------- | ------- |
| 2012-2013 | Anton Ponomarëv     | Astana  |
| 2013-2014 | Anatoly Bose        | Astana  |
| 2014-2015 | Anatoly Bose (2)    | Astana  |
| 2015-2016 | Anton Ponomarëv (2) | Astana  |

### Lituani
| Stagione  | Giocatore           | Squadra         |
| --------- | ------------------- | --------------- |
| 2012-2013 | Mantas Kalnietis    | Lokomotiv Kuban |
| 2013-2014 | Martynas Gecevičius | Lietuvos rytas  |

### Lettoni
| Stagione  | Giocatore           | Squadra               |
| --------- | ------------------- | --------------------- |
| 2012-2013 | Kristaps Janičenoks | VEF Riga              |
| 2013-2014 | Jānis Blūms         | Astana                |
| 2014-2015 | Jānis Timma         | VEF Riga              |
| 2015-2016 | Jānis Timma (2)     | Zenit San Pietroburgo |

### Polacchi
| Stagione  | Giocatore    | Squadra         |
| --------- | ------------ | --------------- |
| 2012-2013 | Aaron Cel    | Turów Zgorzelec |
| 2013-2014 | Damian Kulig | Turów Zgorzelec |

### Russi
| Stagione  | Giocatore         | Squadra         |
| --------- | ----------------- | --------------- |
| 2012-2013 | Viktor Chrjapa    | CSKA Mosca      |
| 2013-2014 | Semën Antonov     | Nižnij Novgorod |
| 2014-2015 | Andrej Voroncevič | CSKA Mosca      |
| 2015-2016 | Aleksej Šved      | Chimki          |

### Ucraini
| Stagione  | Giocatore       | Squadra            |
| --------- | --------------- | ------------------ |
| 2012-2013 | Oleksij Pečerov | Azovmash Mariupol' |
| 2013-2014 | Kyrylo Natjažko | Azovmash Mariupol' |